# Terter (Dorf)
Terter (bulgarisch Тертер) ist ein Dorf in der Gemeinde Kubrat im Bezirk/Oblast Rasgrad im Nordosten Bulgariens. Das Dorf liegt im östlichen Teil der Donautiefebene unweit der Donau. 
Das Dorf trägt den Namen der mittelalterlichen Herrschaftsdynastie Terter. In der Nähe des Dorfes verlief zwischen 1913 und 1940 die bulgarisch-rumänische Grenze (→ Vertrag von Craiova). 